# المحكمة الجنائية الدولية وغزو العراق عام 2003
بدأت المحكمة الجنائية الدولية في عام 2005 تحقيقًا أوليًا في جرائم الحرب المحتملة التي ارتكبتها القوات العسكرية البريطانية أثناء غزو العراق في مارس/آذار 2003، وأغلقت التحقيق في عام 2006. أعيد فتح التحقيق الأولي في عام 2014 في ضوء أدلة جديدة.

## الفحص التمهيدي 2005-2006
في فبراير/شباط 2006، أفاد المدعي العام للمحكمة الجنائية الدولية أنه تلقى 240 رسالة تتعلق بغزو العراق في مارس/آذار 2003 زعمت ارتكاب جرائم حرب مختلفة. وجاءت الغالبية العظمى من هذه الاتصالات من أفراد وجماعات داخل الولايات المتحدة والمملكة المتحدة. تتعلق العديد من هذه الشكاوى بالمشاركة البريطانية في الغزو، فضلاً عن المسؤولية المزعومة عن حالات الوفاة نتيجة التعذيب أثناء الاحتجاز في المناطق الخاضعة للسيطرة البريطانية.
نشر المدعي العام وفي 9 فبراير/شباط 2006 لويس مورينو أوكامبو رسالة أرسلها إلى كل من تواصلوا معه بشأن ما ورد أعلاه، والتي حدد فيها استنتاجاته بشأن هذه المسائل، بعد إجراء تحقيق أولي في الشكاوى. وأوضح أن هناك مجموعتين من الشكاوى:
- الشكاوى المتعلقة بشرعية الغزو نفسه.
- الشكاوى المتعلقة بسير الأعمال العدائية في الفترة ما بين شهري مارس/آذار ومايو/أيار 2003، والتي تضمنت مزاعم بشأن (أ) استهداف المدنيين أو شن هجمات مفرطة بشكل واضح؛ و(ب) القتل العمد أو المعاملة اللاإنسانية للمدنيين.

أستراليا وبولندا والمملكة المتحدة كلها دول أطراف في نظام روما الذي أسس المحكمة الجنائية الدولية. ولذلك فإن مواطنيهم معرضون للملاحقة القضائية من قبل المحكمة بسبب انتهاك أي قوانين جنائية دولية ذات صلة. وبما أن الولايات المتحدة ليست دولة طرفاً، فلا يمكن محاكمة الأميركيين أمام المحكمة، باستثناء الجرائم التي تقع على أراضي دولة قبلت اختصاص المحكمة، أو المواقف التي تحال إلى المحكمة من قبل مجلس الأمن التابع للأمم المتحدة، حيث تتمتع الولايات المتحدة بحق النقض.

### مزاعم بشأن شرعية النزاع
أوضح المدعي العام أنه على الرغم من أن النظام الأساسي للمحكمة الجنائية الدولية "يتضمن جريمة العدوان، إلا أنه يشير إلى أن المحكمة لا يجوز لها ممارسة اختصاصها على الجريمة إلا بعد اعتماد حكم يحدد الجريمة ويحدد الشروط التي يجوز للمحكمة بموجبها ممارسة اختصاصها فيما يتعلق بها (المادة 5(2))". ومن ثم:
إن المحكمة الجنائية الدولية لديها تفويض بفحص السلوك أثناء النزاع، ولكنها لا تملك تفويضاً بفحص ما إذا كان قرار الدخول في نزاع مسلح قانونياً. وبصفتي المدعي العام للمحكمة الجنائية الدولية، ليس لدي التفويض لمعالجة الحجج المتعلقة بشرعية استخدام القوة أو جريمة العدوان.
قد اعتمدت الدول الأطراف في المحكمة الجنائية الدولية مثل هذا التعريف في مؤتمر المراجعة الذي عقد في عام 2010، ولكن المحكمة لا تستطيع ممارسة ولايتها القضائية إلا على أعمال العدوان التي ارتكبت بعد دخول هذا التعديل حيز النفاذ.

### مزاعم ارتكاب جرائم حرب

#### استهداف المدنيين أو الهجمات المفرطة بشكل واضح
فيما يتصل باستهداف المدنيين أو احتمال زيادة العنف، ذكر مورينو أوكامبو أن "المعلومات المتاحة أثبتت أن عدداً كبيراً من المدنيين لقوا حتفهم أو أصيبوا بجروح أثناء العمليات العسكرية"؛ وتشير الحاشية رقم 12 إلى نطاق يتراوح بين 3750 إلى أكثر من 6900 شخص. ولكنه خلص إلى أن "المعلومات المتاحة لم تشير إلى هجمات متعمدة على السكان المدنيين".
وفي هذا السياق، نظر مورينو أوكامبو أيضاً في ما إذا كانت هناك حوادث حيث كان الهجوم، على الرغم من عدم استهداف المدنيين عمداً، مفرطاً بشكل واضح إلى حد الضرورة العسكرية. ولتحقيق هذه الغاية، أخذ في الاعتبار (أ) الأضرار أو الإصابات المدنية المتوقعة؛ (ب) الميزة العسكرية المتوقعة؛ و(ج) ما إذا كانت الأولى "مفرطة بشكل واضح" مقارنة بالأخيرة. وخلص إلى أنه في حين لا يزال هناك العديد من الحقائق التي يتعين تحديدها، فإن الأدلة المتاحة "لا تسمح بالاستنتاج بأن هناك أساسًا معقولاً للاعتقاد بأن هجومًا مفرطًا واضحًا يقع ضمن اختصاص المحكمة قد ارتُكب".
ونتيجة لذلك، "بعد استنفاد جميع التدابير المناسبة خلال مرحلة التحليل، قرر المكتب أنه في حين ظلت العديد من الحقائق غير محددة، فإن المعلومات المتاحة لم توفر أساساً معقولاً للاعتقاد بأن جريمة تدخل في اختصاص المحكمة قد ارتكبت".

#### القتل العمد أو المعاملة اللاإنسانية للمدنيين
وفيما يتعلق باتهامات القتل العمد أو المعاملة اللاإنسانية للمدنيين، خلص مورينو أوكامبو إلى وجود أساس معقول للاعتقاد بأن جرائم تدخل في اختصاص المحكمة قد ارتكبت. وأوضح أن المعلومات المتاحة تدعم أساسًا معقولًا لتقدير عدد ضحايا القتل العمد من أربعة إلى اثني عشر ضحية وعدد محدود من ضحايا المعاملة اللاإنسانية، بإجمالي أقل من عشرين شخصًا. وأفاد أيضاً أنه في جميع هذه الحالات، قامت السلطات الوطنية ببدء الإجراءات.
وأضاف مورينو أوكامبو أن هذا في حد ذاته لا يكفي لبدء تحقيق من جانب المحكمة الجنائية الدولية، لأن النظام الأساسي يتطلب النظر في جواز القبول أمام المحكمة، في ضوء خطورة الجرائم. وعند دراسة هذا المعيار أوضح:
بالنسبة لجرائم الحرب، حُددت عتبة خطورة محددة في المادة 8(1)، التي تنص على أن "للمحكمة اختصاص فيما يتعلق بجرائم الحرب، ولا سيما عندما ترتكب كجزء من خطة أو سياسة أو كجزء من عملية ارتكاب واسعة النطاق لهذه الجرائم". لا تشكل هذه العتبة عنصراً من عناصر الجريمة، وتشير عبارة "على وجه الخصوص" إلى أن هذه ليست متطلباً صارماً. ومع ذلك، فإنه يوفر إرشادات قانونية مفادها أن المحكمة تهدف إلى التركيز على المواقف التي تلبي هذه المتطلبات. ووفقاً للمعلومات المتاحة، لا يبدو أن أياً من المعايير المنصوص عليها في المادة 8(1) قد تم استيفاؤها. حتى لو افترضنا أن المادة 8(1) قد تم الوفاء بها، فسيكون من الضروري عندئذٍ النظر في متطلب الخطورة العام بموجب المادة 53(1)(ب). ويأخذ المكتب في الاعتبار عوامل مختلفة في تقييم الخطورة. ومن بين الاعتبارات الرئيسية هو عدد ضحايا الجرائم الخطيرة بشكل خاص، مثل القتل العمد أو الاغتصاب. وكان عدد الضحايا المحتملين للجرائم التي تدخل في اختصاص المحكمة في هذه الحالة ــ من 4 إلى 12 ضحية للقتل العمد وعدد محدود من ضحايا المعاملة اللاإنسانية ــ مختلفاً عن عدد الضحايا الذين تم العثور عليهم في حالات أخرى قيد التحقيق أو التحليل من جانب المكتب. ومن الجدير بالذكر أن مكتب المدعي العام يقوم حالياً بالتحقيق في ثلاثة مواقف تتعلق بالصراعات المستمرة منذ فترة طويلة في شمال أوغندا وجمهورية الكونغو الديمقراطية ودارفور. وتتضمن كل واحدة من الحالات الثلاث قيد التحقيق آلاف حالات القتل العمد فضلاً عن العنف الجنسي المتعمد وواسع النطاق والاختطاف. وقد أدت هذه الأحداث مجتمعة إلى نزوح أكثر من خمسة ملايين شخص. وتتضمن الحالات الأخرى قيد التحليل أيضًا مئات أو آلاف الجرائم من هذا القبيل. ومع الأخذ في الاعتبار كافة الاعتبارات، يبدو أن الوضع لا يلبي الحد الأدنى المطلوب من النظام الأساسي. وفي ضوء الاستنتاج الذي تم التوصل إليه بشأن الجاذبية، لم يعد من الضروري التوصل إلى استنتاج بشأن التكامل. ومع ذلك، قد يلاحظ أن المكتب جمع أيضاً معلومات عن الإجراءات الوطنية، بما في ذلك التعليقات من مصادر مختلفة، وأن الإجراءات الوطنية قد بدأت فيما يتصل بكل حادث من الحوادث ذات الصلة.
وقد أضاف مورينو أوكامبو بعض التعديلات على هذا البيان مشيراً إلى أن "هذا الاستنتاج يمكن إعادة النظر فيه في ضوء الحقائق أو الأدلة الجديدة".

### إدعاءات التواطؤ
تركزت تحقيقات النيابة العامة بشكل أساسي على تصرفات مواطني الدول الأطراف في النظام الأساسي. ومع ذلك، اشتكت بعض الرسائل من أن مواطني الدول الأطراف (وأبرزها المملكة المتحدة) ربما كانوا شركاء في الجرائم التي ارتكبها مواطنو الدول غير الأطراف (أي الولايات المتحدة). وبموجب نظام المحكمة الجنائية الدولية، فإن هذه "جريمة حرب" تقوم على المسؤولية التبعية (المساعدة والتحريض وما إلى ذلك)، وفي المحكمة الجنائية الدولية ليوغوسلافيا السابقة (التي تتبع قوانين مماثلة) اتُهم العديد من المتهمين بالتورط في "مشاريع إجرامية مشتركة".
وفي الحاشية رقم 10 من رسالته، قال المدعي العام: "إن المعلومات المتاحة توفر أساساً معقولاً فيما يتصل بعدد محدود من حوادث جرائم الحرب التي ارتكبها مواطنو الدول الأطراف، ولكنها لا توفر أساساً معقولاً فيما يتصل بأي حوادث معينة تتعلق بالمشاركة غير المباشرة في جرائم الحرب". وبعبارة أخرى، لم يجد أساساً معقولاً لمقاضاة رعايا الدول الأطراف على أساس التواطؤ في جرائم الحرب التي ارتكبتها دول غير أطراف في المحكمة. ومع ذلك، فهذا لا يعني في حد ذاته أن جرائم الحرب لم ترتكبها أطراف غير تابعة لدولة. ولم يتوصل المدعي العام إلى أي نتيجة في هذا الشأن، لأن ذلك لم يكن من اختصاصه.[بحاجة لمصدر]</link>
ولم يبدو أن بيان المدعي العام يتناول أي اتهامات بارتكاب جرائم حرب أو تواطؤ من جانب مواطني الدول الأطراف أثناء الاحتلال اللاحق وحكم سلطة التحالف المؤقتة أو بعد التسليم الرسمي للسيادة العراقية. على سبيل المثال، لم يرد أي ذكر لأي تورط من جانب مواطني الدول الأطراف (على سبيل المثال، فوج ساعة بلاك ووتش [الإنجليزية]) في الهجوم الأميركي على الفلوجة في عام 2003، والذي أسفر عن اتهامات بارتكاب جرائم حرب — وإن كانت في المقام الأول من جانب القوات الأميركية وقوات الحكومة العراقية والمتمردين العراقيين (الذين لا يخضعون لاختصاص المحكمة الجنائية الدولية)، وليس القوات البريطانية.

## إعادة الفحص لعام 2014
أعادت المدعية العامة للمحكمة الجنائية الدولية فاتو بنسودا فتح التحقيق الأولي في عام 2014، بهدف الأخذ في الاعتبار مسائل الاختصاص والقبول و"مصالح العدالة" من أجل تحديد ما إذا كان سيفتح تحقيق أم لا فيما يتعلق بجرائم الحرب المزعومة التي ارتكبتها القوات البريطانية في العراق. وقد قدم المركز الأوروبي للحقوق الدستورية وحقوق الإنسان [الإنجليزية]والمصلحة العامة أدلة جديدة تبرر إعادة فتح التحقيق الأولي.
وكان أحد أسباب فتح المحكمة الجنائية الدولية تحقيقا هو الحجة القائلة بأن السلطات البريطانية لم تحقق بشكل صحيح في ادعاءات جرائم الحرب. وقد درست المحكمة الجنائية الدولية مسألة ما إذا كانت السلطات البريطانية "متورطة في حماية الجناة من العدالة الجنائية.
نشرت المحكمة الجنائية الدولية في 9 نوفمبر/تشرين الثاني 2020 تقريرها النهائي بشأن الفحص الأولي. وأغلقت المحكمة القضية على أساس أنه على الرغم من وجود مخاوف لديها، إلا أنها لم تستنتج أن السلطات البريطانية "غير راغبة حقًا" في إجراء التحقيقات والملاحقات القضائية.